# Colin Blakely
Pour les articles homonymes, voir Blakely.
Colin George Blakely, né le 23 septembre 1930 à Bangor (Irlande du Nord) et mort le 7 mai 1987 à Londres, est un acteur britannique.

## Biographie
Né en Irlande du Nord, il effectua sa scolarité dans le Yorkshire. Il commença à travailler dès l'âge de 18 ans comme vendeur d'articles de sport puis comme chargeur de bois pour la compagnie de chemin de fer. En 1957, après une période en tant que comédien amateur dans le Bangor Operatic Society, il devient comédien professionnel avec le groupe de théâtre de Belfast. En 1961, il intègre la Royal Shakespeare Company. C'est à partir de 1969 que démarre sa notoriété après un rôle controversé de Jésus Christ. On le verra apparaître par la suite dans des séries sur la BBC.
On peut citer parmi ses rôles les plus célèbres, celui du docteur Watson dans La Vie privée de Sherlock Holmes (1970) ou encore celui de Cyrus Hardman dans Le Crime de l'Orient-Express (1974).
Marié pendant 26 ans à l'actrice Margaret Whiting, il aura trois fils (dont des jumeaux).
Il meurt d'une leucémie à l'apogée de sa carrière à l'âge de 56 ans.

## Filmographie partielle
- 1960 : Samedi soir, dimanche matin (Saturday Night and Sunday Morning) de Karel Reisz
- 1963 : Le Prix d'un homme (This Sporting Life) de Lindsay Anderson
- 1963 : L'Indic (The Informers) de Ken Annakin
- 1964 : Allez France ! de Robert Dhéry
- 1964 : Les Drakkars de Jack Cardiff
- 1966 : The Legend of Young Dick Turpin
- 1966 : Un homme pour l'éternité (A Man for All Seasons) de Fred Zinnemann
- 1967 : Charlie Bubbles d'Albert Finney
- 1967 : Le jour où les poissons sont sortis de l'eau
- 1968 : La Déesse des sables de Cliff Owen
- 1970 : La Vie privée de Sherlock Holmes (The Private Life of Sherlock Holmes) de Billy Wilder
- 1972 : Les Griffes du lion (Young Winston) de Richard Attenborough
- 1974 : Le crime de l'Orient-Express (Murder on the Orient Express) de Sidney Lumet
- 1975 : Galileo de Joseph Losey
- 1976 : Quand la panthère rose s'emmêle (The Pink Panther Strikes Again) de Blake Edwards
- 1977 : Equus de Sidney Lumet
- 1978 : Le Grand Sommeil (The Big Sleep) de Michael Winner
- 1980 : Nijinski de Herbert Ross
- 1980 : Le Petit Lord Fauntleroy (Little Lord Fauntleroy) de Jack Gold
- 1981 : Les Chiens de guerre (The Dogs of War) de John Irvin
- 1981 : Nailed de June Howson
- 1981 : Loophole de John Quested
- 1982 : Meurtre au soleil (Evil Under the Sun) de Guy Hamilton
- 1983 : À la recherche de la panthère rose (Trail of the Pink Panther)  de Blake Edwards
- 1983 : Don Camillo de Terence Hill